# Callophrys minor
Callophrys minor är en fjärilsart som beskrevs av Tutt 1907. Callophrys minor ingår i släktet Callophrys och familjen juvelvingar. Inga underarter finns listade i Catalogue of Life.